# Bruinkoolgroeve Frechen

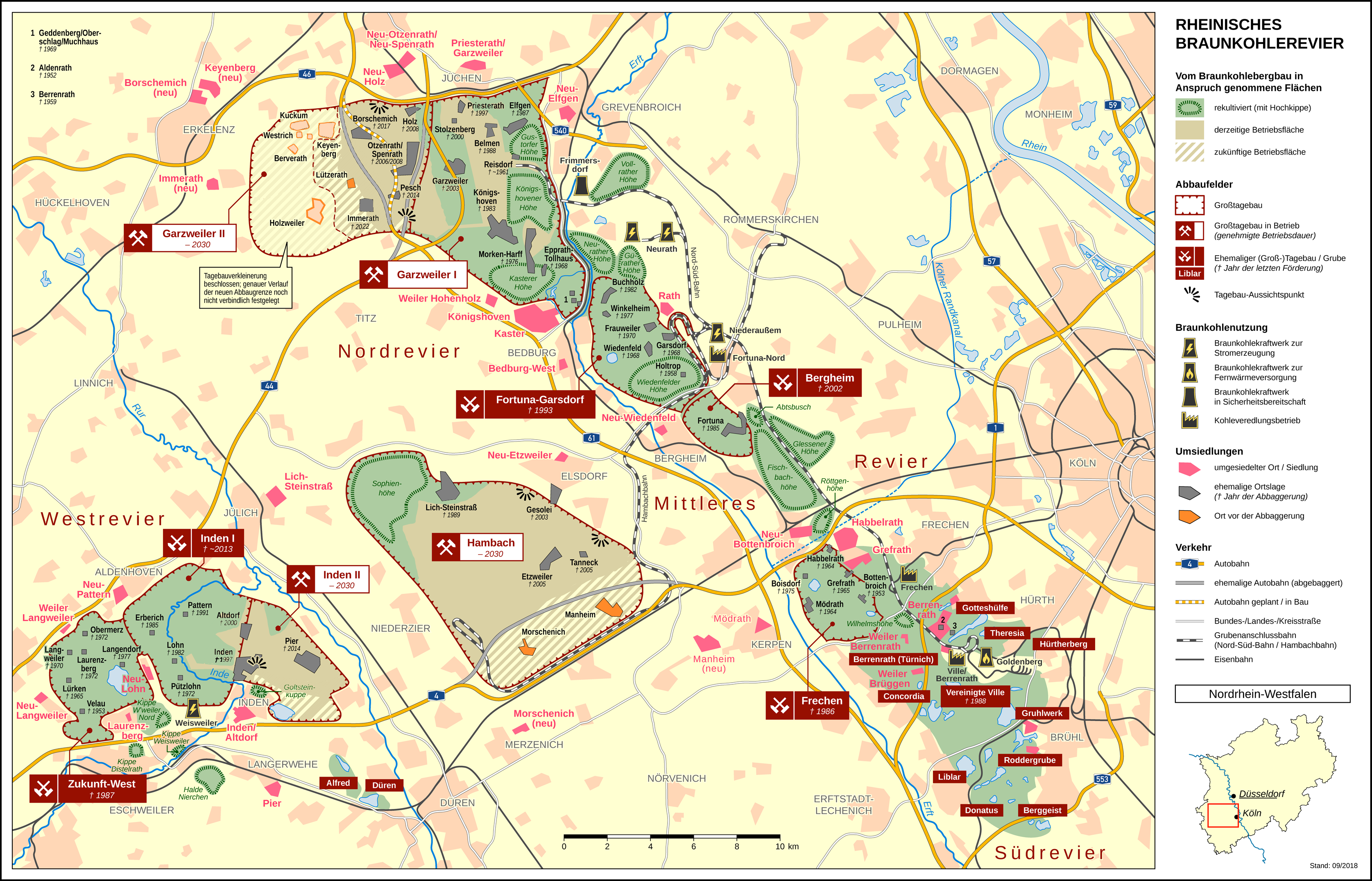
Bruinkoolbekken van het Rijngebied (Rijnlands bruinkoolgebied)

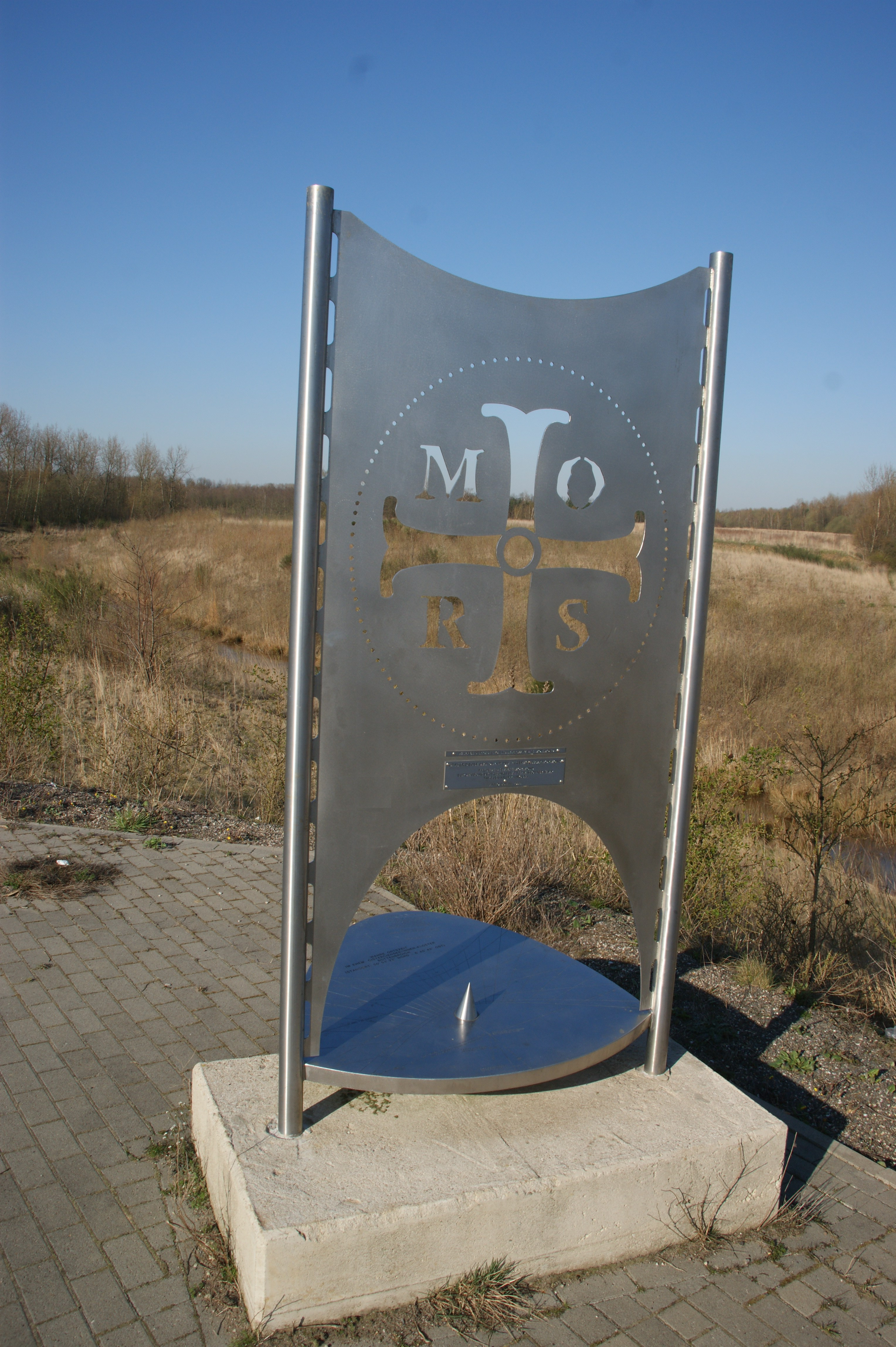
Zonnewijzer op het Marienfeld, op de plaats van het klooster van Bottenbroich

De bruinkoolgroeve Frechen (Duits: Tagebau Frechen) is een voormalige bruinkoolmijn tussen de Duitse plaatsen Frechen en Kerpen. De groeve was in gebruik in de tweede helft van de 20ste eeuw en was de eerste grote dagbouwgroeve in het bruinkoolbekken van het Rijngebied.

## Geschiedenis
De groeve ontstond uit fusie en uitbreiding van verschillende kleine ontginningsvelden, waar al sinds het eind van de 19de eeuw verschillende bedrijven bruinkool ontgonnen voor het maken van briketten. Na de Tweede Wereldoorlog werd de ontginning verdergezet in beheer van de Rheinische AG für Braunkohlebergbau und Brikettfabrikation, het latere Rheinbraun. Vanaf 1952 werden kolen opgegraven en via het spoor naar de omliggende kolencentrales en fabrieken vervoerd.
Op zijn grootste besloeg de mijn een oppervlakte van 1150 hectare en had een diepte van ongeveer 250 meter. Er werd 334 miljoen ton bruinkool opgegraven. Verschillende dorpen en gehuchten, met zo'n 7000 inwoners, moesten wijken voor de groeve:
- Bottenbroich, in 1949 verplaatst, en het klooster van Bottenbroich, in 1951 uitgegraven
- Boisdorf (Kerpen), in 1975 uitgegraven
- Mödrath (Kerpen), in 1956 ontruimd en verplaatst
- Habbelrath (Frechen), in 1960-1970 deels uitgegraven
- Grefrath (Frechen), in 1952-1965 deels verplaatst

De mijn bleef in productie tot 1986. Na de sluiting werd de groeve tot 2003 opgevuld met steenafval uit de nabijgelegen groeves Garzweiler en Hambach en gerecultiveerd. Het gebied werd deels landbouwgrond, deels industriegebied en deels recreatiegebied. In een kom ontstond een meer, de Boisdorfer See, zo'n 24 meter diep en 17 ha groot. Voor de Wereldjongerendagen van 2005 werd een vlakte ingericht voor het pausbezoek, het Marienfeld.
actief: Garzweiler · Hambach · Inden

stilgelegd: dagbouw Alfred · bruinkoolgroeve Frechen · dagbouw Zukunft · dagbouw Zülpich